# Gheorghe Postovanu

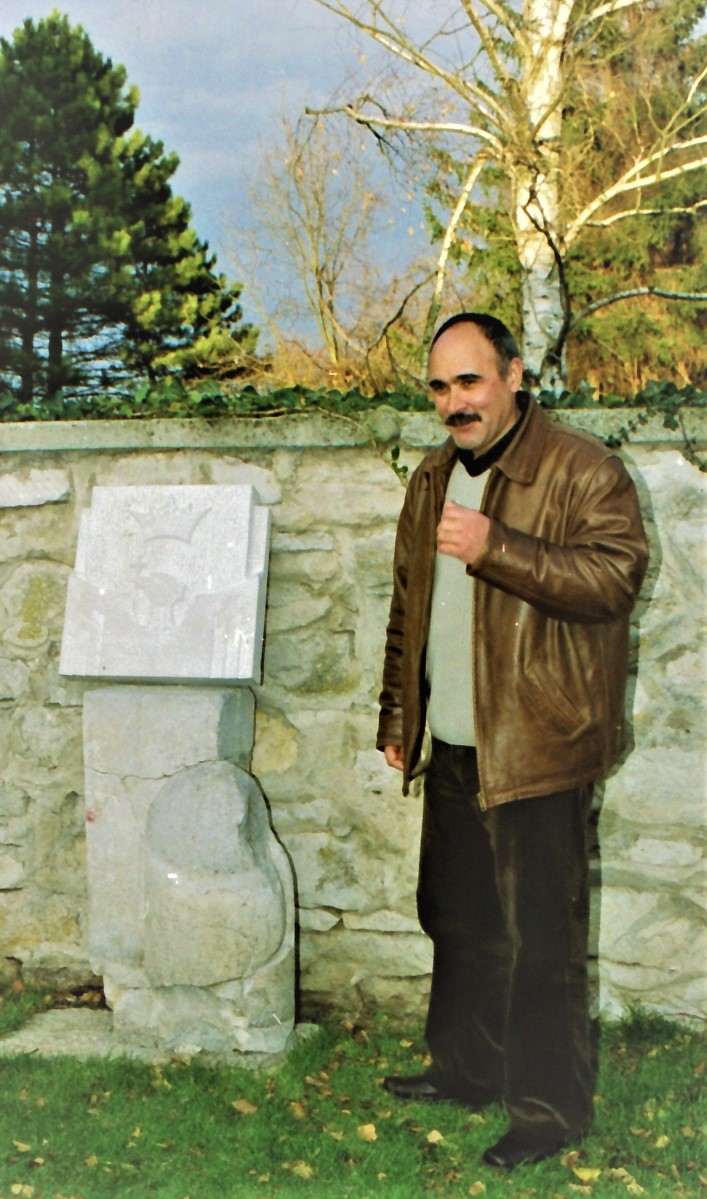
Gheorghe Postovanu (2004)

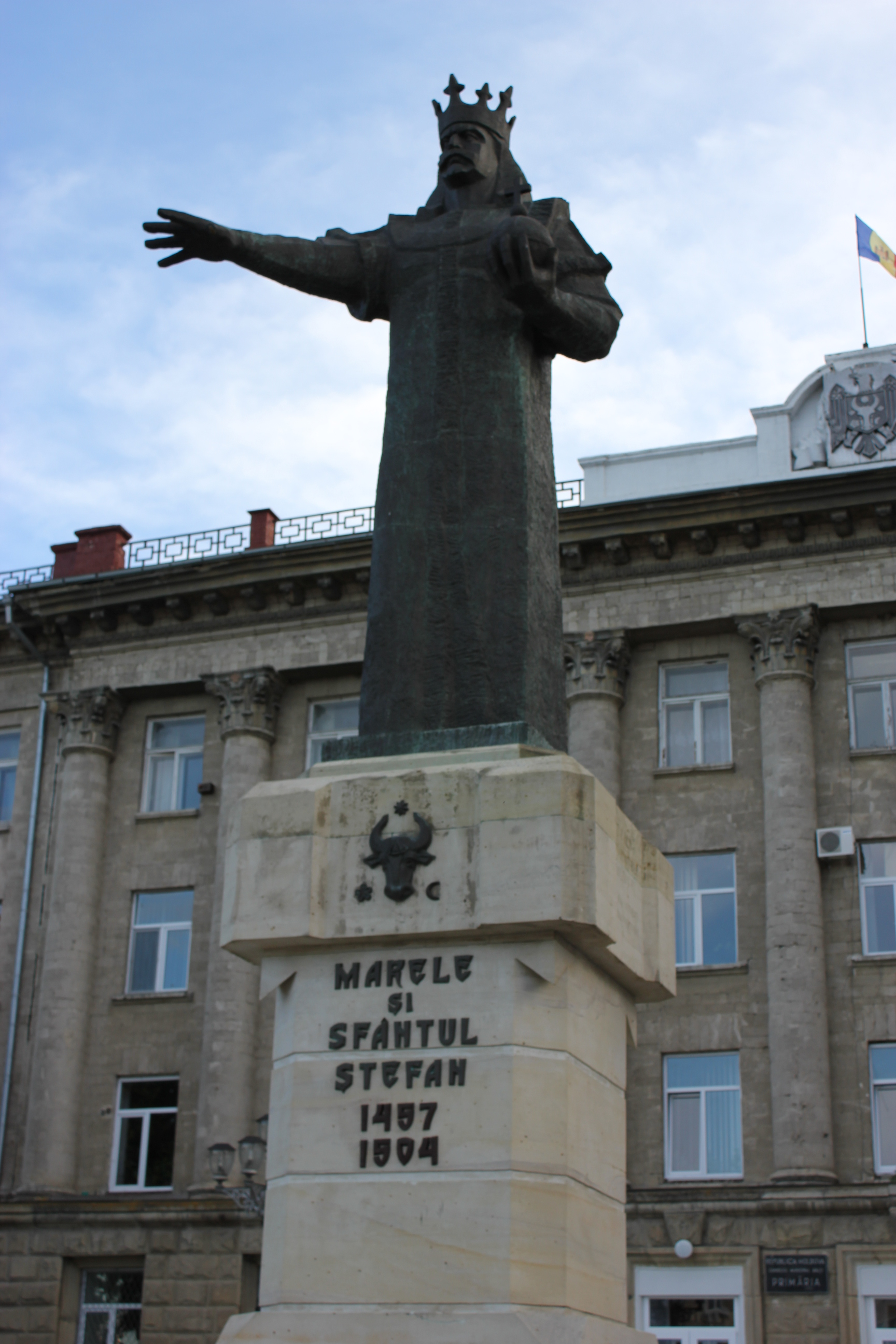
Stephan der Große in Bălți

Gheorghe Postovanu (* 1. Juni 1960 in Satul Nou, Rajon Cimișlia, Moldauische Sozialistische Sowjetrepublik, ab 1991 Republik Moldau) ist ein moldauischer Künstler, Bildhauer und Maler.

## Ausbildung
In den Jahren 1983–1990 studierte Gheorghe Postovanu an der Fakultät für Bildende Kunst der Staatlichen Pädagogischen Universität „Ion Creangă“ und an der Fakultät für Bildende Kunst der Akademie für Musik, Theater und Bildende Kunst in Chișinău.
1988 debütierte er bei den „Spring Salons“ im Ausstellungszentrum „Constantin Brâncuși“ der Union der bildenden Künstler. 1990 wurde er Mitglied der Union bildender Künstler aus Moldawien und 1997 – Mitglied der International Association of Visual Artists UNESCO.

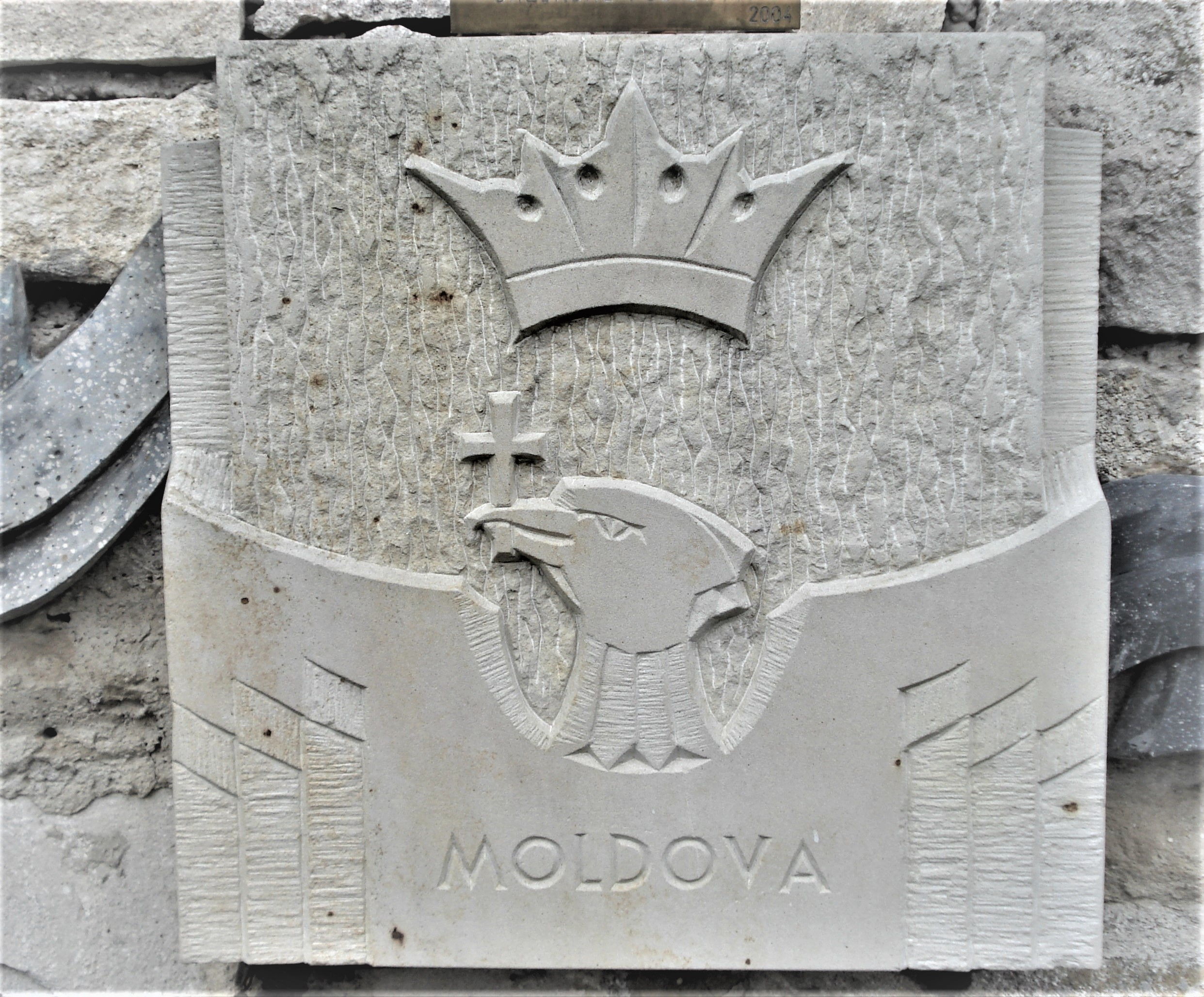
Europa-Symposium Kaisersteinbruch Steinrelief Moldawien

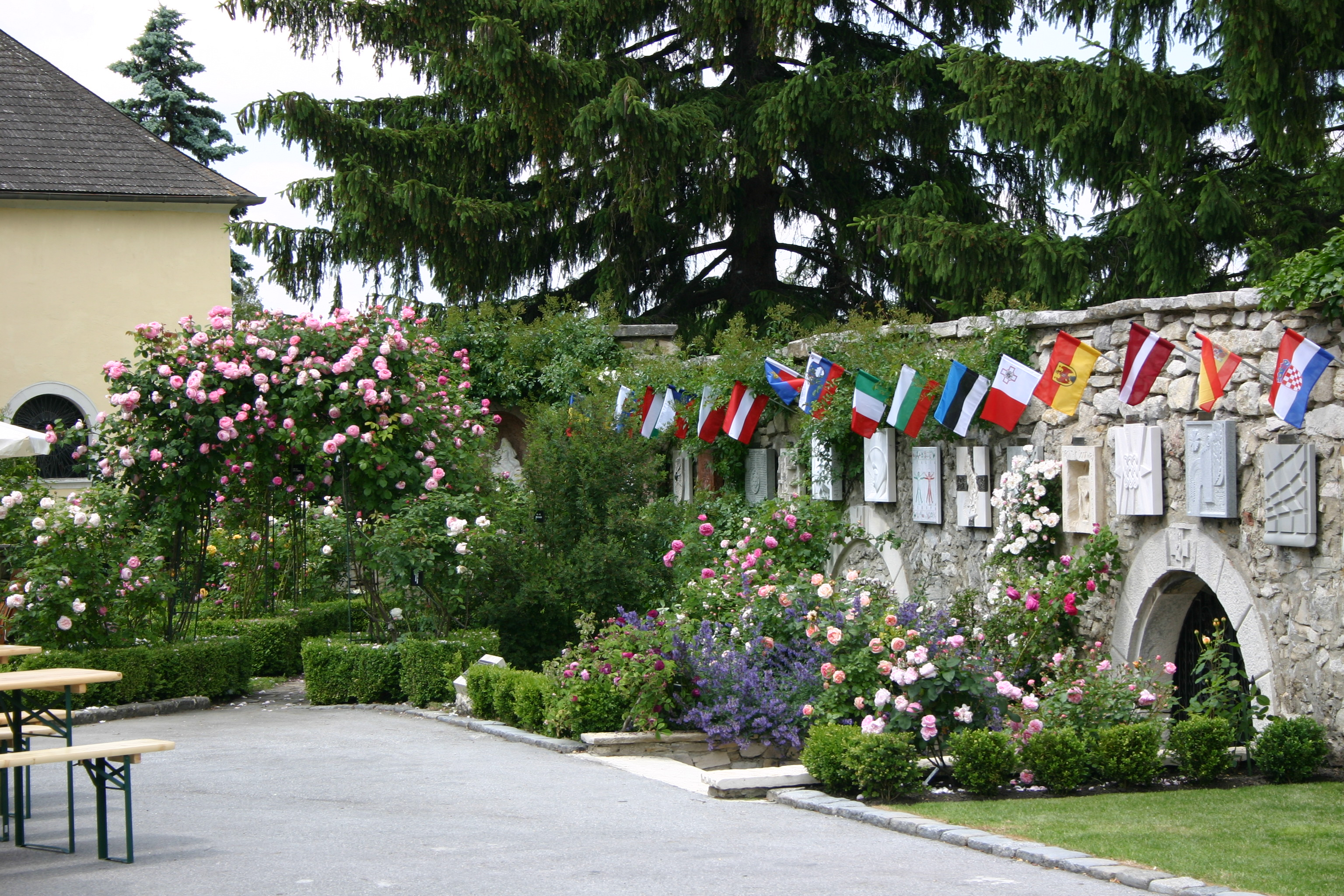
Europa-Wand mit Rosarium

## Werke
„Während der Pandemie habe ich einige Gemälde und eine Skulptur geschaffen – „Echo“, die ich für den Ausstellungswettbewerb für zeitgenössische Kunst „Moldovei Salons“, die XXX. Ausgabe, 2020, vorbereitet habe“, sagte der Künstler.
- Moldpres/Nachrichtenagentur[1]
- Biografie, ausgewählte Werke, Fotos[2]
- Monumentalplastiken[3]
- Stephan der Große und Heilige[4]
- Arts & Cultura Skulpturen[5]
- Skulptur Muse 1[6]
- Galerie „Constantin Brancusi“[7]
- Skulptur Transcendenta[8]
- Anthologie des Künstlers Gheorghe Postovanu[9]

### Ausstellungen
Gheorghe Postovanu nahm an mehreren nationalen und internationalen Ausstellungen teil. Er gestaltete die Statuen von Stephan dem Großen in Bălți und in Cimișlia, auch die Büste von Mihai Volontir in Bălți und andere Skulpturen.
- Seine monumentalen Werke wurden in der Republik Moldau, Australien, Zypern, Griechenland und anderen Ländern aufgestellt.

### Teilnahme bei Symposien
Am 30. November 2004 nahm der Außenminister der Republik Moldau Andrei Stratan mit einer Delegation, am Treffen des Ständigen Rates der OSZE in Wien teil. Die Republik Moldau existiert seit 1991 als eigenständiger Staat, so wurde die Präsentation des Steinreliefs „Moldawien“ von Gheorghe Postovanu beim Europa-Symposium Kaisersteinbruch am 27. November – natürlich nur symbolisch – zu einem Bekenntnis zu Europa. Die moldauische Botschafterin Natalia Snegur-Gherman betonte, Moldawien ist auf der Europa-Wand Kaisersteinbruch zwischen dem Vereinigten Königreich und Frankreich in Europa gut platziert. Das Burgenland war durch die Nationalratsabgeordnete Katharina Pfeffer vertreten.
- Internationales Bildhauersymposion Nizza 2006, Thema: „Flüchtlinge“.[11]

### Auszeichnungen
Im Jahr 2000 erhielt Gheorghe Postovanu den Preis der Union Bildender Künstler aus Rumänien, 2001 den ersten Preis für das Denkmal der Opfer der Katastrophe von Tschernobyl in Chișinău, 2002 den ersten Preis für das Denkmal von Stephan dem Großen und Heiligen für die Stadt Balti, und 2002 und 2004 wurde er von der Union der bildenden Künstler zum „Bildhauer des Jahres“ ernannt. 2004 bekam Postovanu den „Orden der Ehre“ und den Preis des Kulturministeriums verliehen.